# Ingen Ryūki

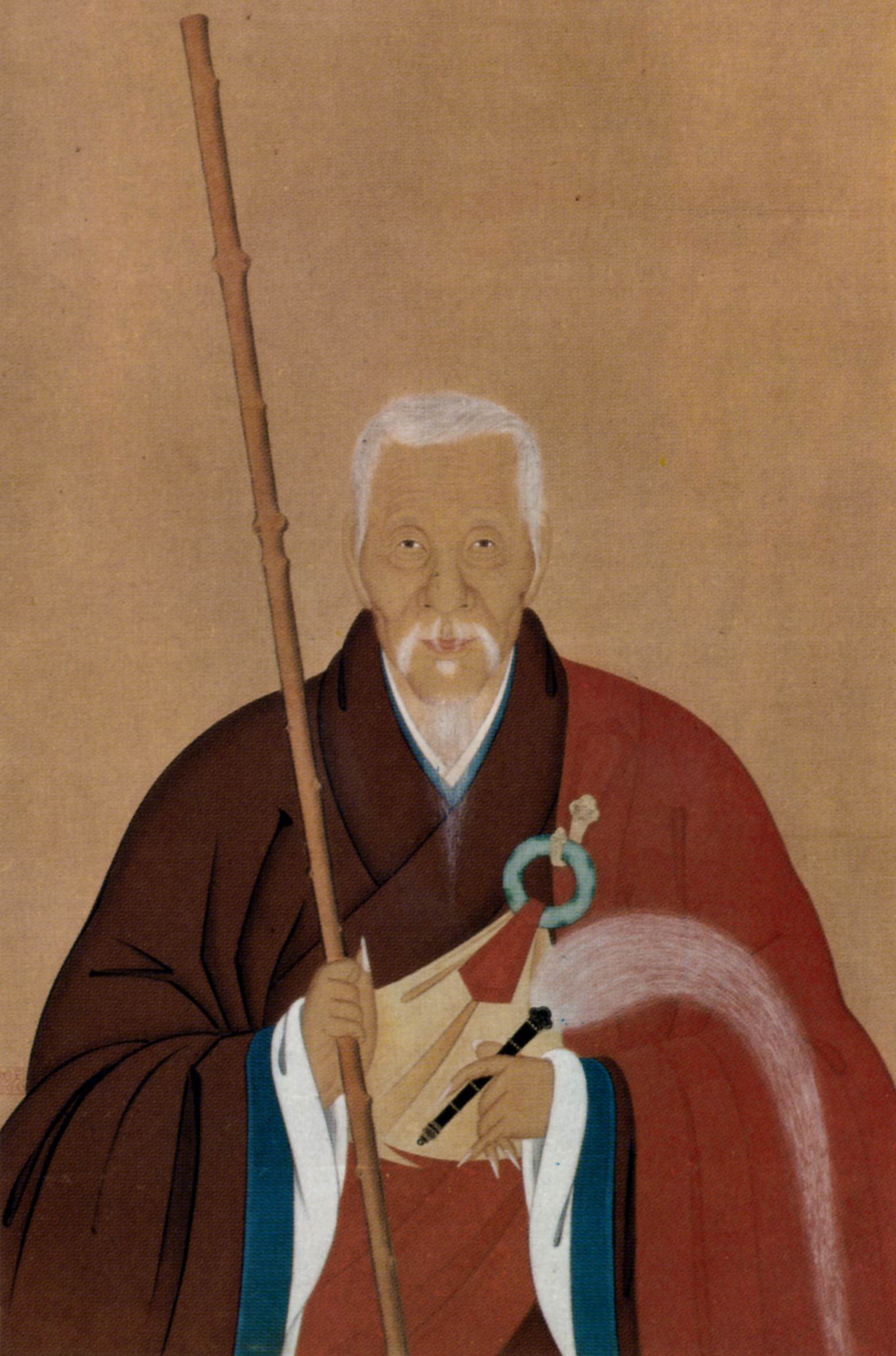
Retrato de Ingen Ryūki (Yinyuán Lónquí)

Ingen Ryūki (chino tradicional: 隱 元 隆 琦; pinyin: Yǐnyuán Lóngqí; japonés: 隠 元 隆 琦) (7 de diciembre de 1592 - 19 de mayo de 1673), cuyo nombre original era Yǐnyuán Lóngqí, fue un poeta, calígrafo y monje del budismo Linji Chan de China.

## Biografía
Ingen nació el 7 de diciembre de 1592 en Fuqing, Fujian, durante la dinastía Ming de China. El padre de Ingen desapareció cuando tenía cinco años. A los 20 años, mientras lo buscaba, Ingen llegó al monte Putuo, en la provincia de Hejiang, donde sirvió té a los monjes. A los 28 años, después de la muerte de su madre, fue ordenado monje en el templo de su familia: el Templo Wanfu, el Monte Huangbo, Fujian. Los maestros de Ingen eran Miyun Yuanwu y Feiyin Tongrong. En el año1633 recibió la transmisión del Dharma de este último, y en 1637 cumplió su primer mandato como abad. Su segundo mandato como 33º abad del templo comenzó en 1646 y en este momento se le atribuye haber ayudado al Monte Huangbo a convertirse en un próspero centro budista.
En 1654, después de reiteradas solicitudes del monje chino Itsunen Shoyu, Ingen fue a Nagasaki, Japón, a la edad de 63 años con alrededor de 30 monjes y artesanos, incluido su discípulo Muyan. Fundó la escuela Ōbaku de Zen. Primero residió en Kōfuku-ji, y luego en Sōfuku-ji.

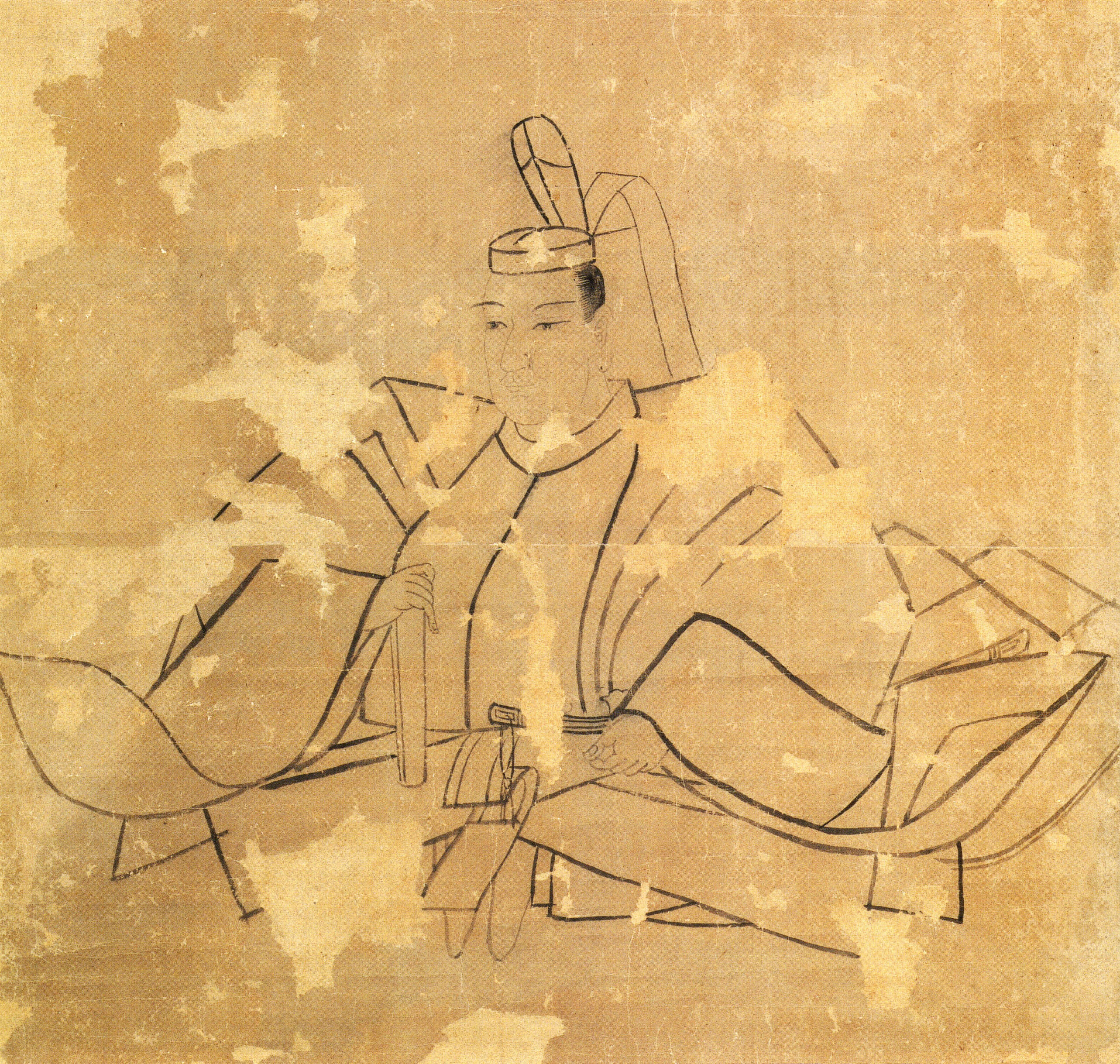
Shogun Tokugawa Ietsuna (1651 a 1680)

Después de una audiencia con el Shōgun Tokugawa Ietsuna, el Bakufu le permitió en 1658 restaurar un templo de la escuela secundaria Genjū-ha (幻 住 派) de Rinzai-shū en Uji, cerca de Kioto. Para esto, el templo recibió una base de la tierra y 4000 koku. Más tarde se convirtió en el templo principal del Ōbaku-shū: el Mampuku-ji, cuya estructura básica se completó en 1662. Lleva el nombre del modelo de su templo chino, al igual que el Monte Mountbaku-san, que está escrito con los mismos caracteres que Huang-po. Mu-an lo siguió como abad. Su reputación como maestro lo había precedido, por lo que pronto comenzaron a aparecer varios estudiantes.
Estableció el templo principal Ōbaku Manpuku-ji en Uji, Kioto en 1661.
El 21 de mayo del año 1673 (Enpō 1, quinto día del cuarto mes), murió en Mampuku-ji. Póstumamente recibió la designación Daikō ōshō kokushi.

## Caligrafía

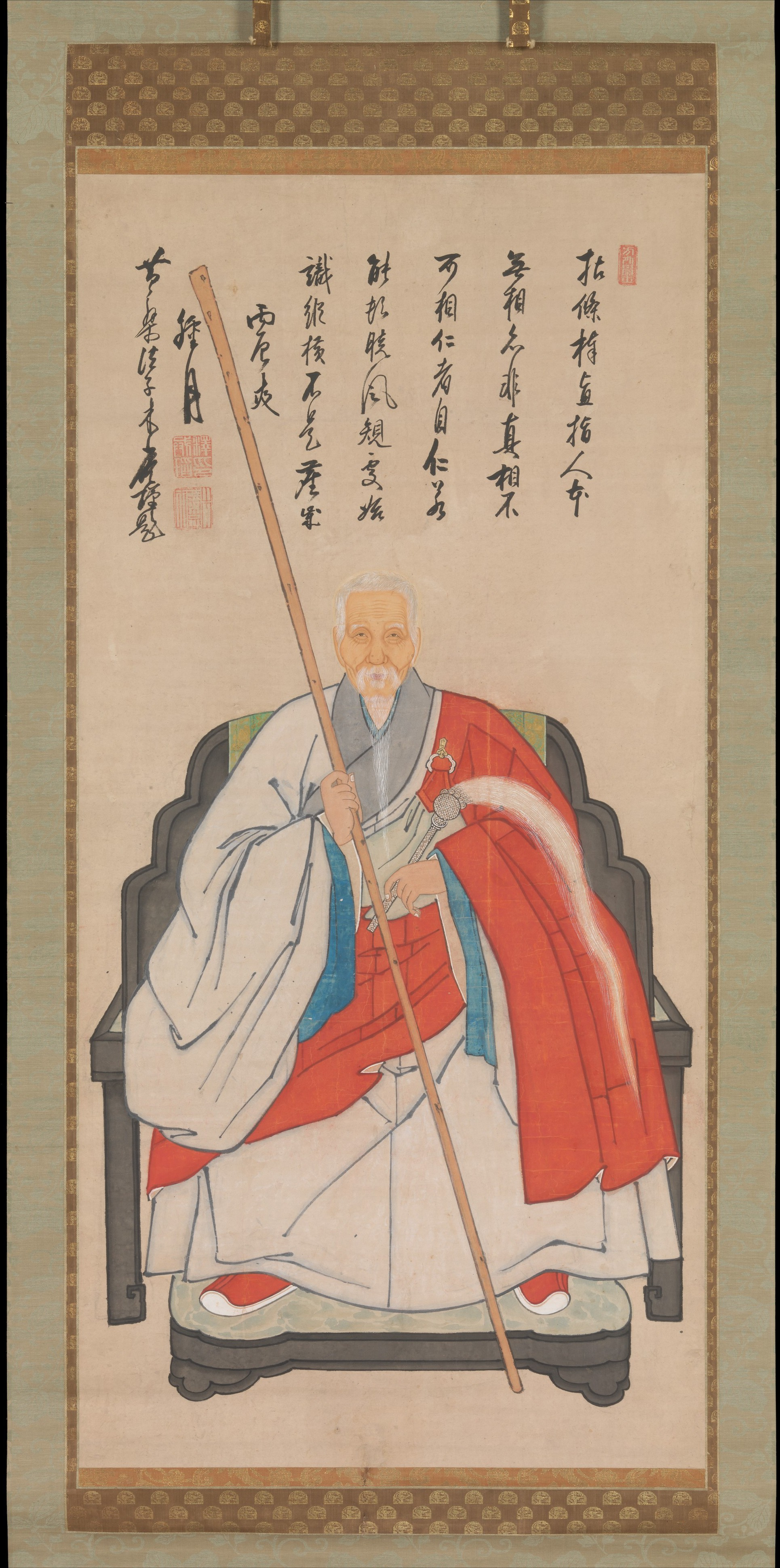
Ingen Ryuki

Ingen era un calígrafo experto que introdujo el estilo de caligrafía Ming en Japón. La caligrafía de Yin-Yüan se caracteriza por un estilo poderoso con curvas fuertes. Junto con sus discípulos Muyan y Sokuhi Nyoitsu, fue uno de los Ōbaku no Sanpitsu ("Tres pinceles de Ōbaku"). Se sabe que llevó pinturas de Chen Xian con él a Japón.

## Trabajo seleccionado
Los escritos publicados de Ingen abarcan 35 obras en 46 publicaciones en 4 idiomas y 226 bibliotecas.
    1979 - Obras completas de Ingen (新 纂 校訂 隱 元 全集, Shinsan kōtei Ingen zenshū, OCLC 019817244)